# Alonso Martínez (calciatore)
Adrián Alonso Martínez Batista (Puntarenas, 15 ottobre 1998) è un calciatore costaricano, attaccante del New York City e della nazionale costaricana.

## Statistiche

### Cronologia presenze e reti in nazionale
| Cronologia completa delle presenze e delle reti in nazionale ― Costa Rica | Cronologia completa delle presenze e delle reti in nazionale ― Costa Rica | Cronologia completa delle presenze e delle reti in nazionale ― Costa Rica | Cronologia completa delle presenze e delle reti in nazionale ― Costa Rica | Cronologia completa delle presenze e delle reti in nazionale ― Costa Rica | Cronologia completa delle presenze e delle reti in nazionale ― Costa Rica | Cronologia completa delle presenze e delle reti in nazionale ― Costa Rica | Cronologia completa delle presenze e delle reti in nazionale ― Costa Rica |
| Data                                                                      | Città                                                                     | In casa                                                                   | Risultato                                                                 | Ospiti                                                                    | Competizione                                                              | Reti                                                                      | Note                                                                      |
| ------------------------------------------------------------------------- | ------------------------------------------------------------------------- | ------------------------------------------------------------------------- | ------------------------------------------------------------------------- | ------------------------------------------------------------------------- | ------------------------------------------------------------------------- | ------------------------------------------------------------------------- | ------------------------------------------------------------------------- |
| 3-6-2021                                                                  | Denver                                                                    | Messico                                                                   | 0 – 0 dts (5 – 4 dtr)                                                     | Costa Rica                                                                | CONCACAF Nations League 2019-2020 - Semifinale                            | -                                                                         | 54’ 62’                                                                   |
| 6-6-2021                                                                  | Denver                                                                    | Honduras                                                                  | 3 – 2 dts (5 – 4 dtr)                                                     | Costa Rica                                                                | CONCACAF Nations League 2019-2020 - Finale 3º posto                       | -                                                                         | 76’                                                                       |
| 12-7-2021                                                                 | Orlando                                                                   | Costa Rica                                                                | 3 – 1                                                                     | Guadalupa                                                                 | Gold Cup 2021 - 1º turno                                                  | -                                                                         | 70’                                                                       |
| 16-7-2021                                                                 | Orlando                                                                   | Suriname                                                                  | 1 – 2                                                                     | Costa Rica                                                                | Gold Cup 2021 - 1º turno                                                  | -                                                                         | 46’                                                                       |
| 20-7-2021                                                                 | Orlando                                                                   | Costa Rica                                                                | 1 – 0                                                                     | Giamaica                                                                  | Gold Cup 2021 - 1º turno                                                  | -                                                                         |                                                                           |
| 24-7-2021                                                                 | Arlington                                                                 | Costa Rica                                                                | 0 – 2                                                                     | Canada                                                                    | Gold Cup 2021 - Quarti di finale                                          | -                                                                         | 46’                                                                       |
| 27-1-2022                                                                 | San José                                                                  | Costa Rica                                                                | 1 – 0                                                                     | Panama                                                                    | Qual. Mondiali 2022                                                       | -                                                                         | 67’                                                                       |
| 30-1-2022                                                                 | Città del Messico                                                         | Messico                                                                   | 0 – 0                                                                     | Costa Rica                                                                | Qual. Mondiali 2022                                                       | -                                                                         | 13’ 74’                                                                   |
| 2-2-2022                                                                  | Kingston                                                                  | Giamaica                                                                  | 0 – 1                                                                     | Costa Rica                                                                | Qual. Mondiali 2022                                                       | -                                                                         | 74’                                                                       |
| 24-3-2022                                                                 | San José                                                                  | Costa Rica                                                                | 1 – 0                                                                     | Canada                                                                    | Qual. Mondiali 2022                                                       | -                                                                         | 61’                                                                       |
| 27-3-2022                                                                 | San Salvador                                                              | El Salvador                                                               | 1 – 2                                                                     | Costa Rica                                                                | Qual. Mondiali 2022                                                       | -                                                                         | 46’                                                                       |
| 30-3-2022                                                                 | San José                                                                  | Costa Rica                                                                | 2 – 0                                                                     | Stati Uniti                                                               | Qual. Mondiali 2022                                                       | -                                                                         | 65’                                                                       |
| 25-3-2023                                                                 | Fort-de-France                                                            | Martinica                                                                 | 1 – 2                                                                     | Costa Rica                                                                | CONCACAF Nations League 2022-2023 - 1º turno                              | -                                                                         | 63’                                                                       |
| 28-3-2023                                                                 | San José                                                                  | Costa Rica                                                                | 0 – 1                                                                     | Panama                                                                    | CONCACAF Nations League 2022-2023 - 1º turno                              | -                                                                         | 72’                                                                       |
| 5-9-2024                                                                  | San José                                                                  | Costa Rica                                                                | 3 – 0                                                                     | Guadalupa                                                                 | CONCACAF Nations League 2024-2025 - 1º turno                              | -                                                                         | 63’                                                                       |
| 11-10-2024                                                                | Paramaribo                                                                | Suriname                                                                  | 1 – 1                                                                     | Costa Rica                                                                | CONCACAF Nations League 2024-2025 - 1º turno                              | -                                                                         | 63’                                                                       |
| 15-10-2024                                                                | San José                                                                  | Costa Rica                                                                | 3 – 0                                                                     | Guatemala                                                                 | CONCACAF Nations League 2024-2025 - 1º turno                              | -                                                                         | 67’                                                                       |
| 14-11-2024                                                                | San José                                                                  | Costa Rica                                                                | 0 – 1                                                                     | Panama                                                                    | CONCACAF Nations League 2024-2025 - Quarti di finale                      | -                                                                         | 70’                                                                       |
| 18-11-2024                                                                | Panama                                                                    | Panama                                                                    | 2 – 2                                                                     | Costa Rica                                                                | CONCACAF Nations League 2024-2025 - Quarti di finale                      | 1                                                                         | 62’ 76’                                                                   |
| 21-3-2025                                                                 | Belmopan                                                                  | Belize                                                                    | 0 – 7                                                                     | Costa Rica                                                                | Qual. Gold Cup 2025                                                       | -                                                                         |                                                                           |
| 25-3-2025                                                                 | San José                                                                  | Costa Rica                                                                | 6 – 1                                                                     | Belize                                                                    | Qual. Gold Cup 2025                                                       | -                                                                         | 46’                                                                       |
| 7-6-2025                                                                  | Bridgetown                                                                | Bahamas                                                                   | 0 – 8                                                                     | Costa Rica                                                                | Qual. Mondiali 2026                                                       | 1                                                                         | 62’                                                                       |
| 15-6-2025                                                                 | San Diego                                                                 | Costa Rica                                                                | 4 – 3                                                                     | Suriname                                                                  | Gold Cup 2025 - 1° turno                                                  | 1                                                                         | 4’ 85’                                                                    |
| 18-6-2025                                                                 | Arlington                                                                 | Costa Rica                                                                | 2 – 1                                                                     | Rep. Dominicana                                                           | Gold Cup 2025 - 1° turno                                                  | -                                                                         | 80’                                                                       |
| 22-6-2025                                                                 | Paradise                                                                  | Messico                                                                   | 0 – 0                                                                     | Costa Rica                                                                | Gold Cup 2025 - 1° turno                                                  | -                                                                         | 88’                                                                       |
| 29-6-2025                                                                 | Minneapolis                                                               | Stati Uniti                                                               | 2 – 2 (4 – 3 dtr)                                                         | Costa Rica                                                                | Gold Cup 2025 - Quarti di finale                                          | 1                                                                         |                                                                           |
| Totale                                                                    |                                                                           | Presenze                                                                  | 26                                                                        |                                                                           | Reti                                                                      | 4                                                                         |                                                                           |

## Palmarès

### Club

#### Competizioni nazionali
- Campionato costaricano: 1

Alajuelense: Apertura 2020

#### Competizioni internazionali
- CONCACAF League: 1

Alajuelense: 2020